# Suppán Vilmos
Suppán Vilmos vagy Szuppán Vilmos (Buda, 1854. december 15. – Budapest, 1933. november 25.) pedagógus, tankönyvíró, királyi tanácsos, felső kereskedelmi iskolai igazgató.

## Élete és munkássága
Középiskoláit Velencében, Bécsben és Budán (Budai Császári Királyi Főreáltanoda) végezte. Mérnöki tanulmányokat folytatott a pesti József-műegyetemen, majd a tanárképzőben matematika–fizika szakon középiskolai tanári vizsgát tett, tanári képesítést szerzett (1870–1874).
A tanári munkáját mint az ábrázoló geometria tanársegéde a műegyetemen kezdte (1874–1875). Rendes-tanárként tanított a székelyudvarhelyi állami főreáliskolában (1875–1880). A budapesti állami polgári iskolai tanítóképző (Paedagogium) tanára volt (1880–1886). 1886-tól a közoktatási minisztérium népoktatásügyi osztályán dolgozott, majd a budapesti felsőbb leányiskola igazgatója lett és egyben kinevezték a vidéki állami felsőbb leányiskolák miniszteri biztosának is (1893–1902). A Keleti Kereskedelmi Akadémia igazgatója (1902−1921), majd a Baross Szövetség kereskedelmi szaktanfolyamainak igazgatója volt.
Néhány évre behívták (szolgálatra berendelték) a Vallás- és Közoktatási Minisztériumba, ahol jelentős tevékenységet végzett mint az Országos Közoktatási Tanács népoktatásügyi előadója. Főleg iskolaszervezeti ügyekkel foglalkozott (1886–1893). Később ő dolgozta ki a leányközépiskolák tantervét, szervezeti rendjét (1916). – Érdemei jutalmául kapta előbb a képző-intézeti igazgatói (1890), majd a királyi tanácsosi címet (1897).
A Magyar Paedagogiai Társaság alapszabályának kidolgozásával segítette a Társaság megalakulását. A Társaság első titkára volt (1891/1892).
Cikkeket, értekezéseket, könyvbírálatokat írt a Magyar Tanügybe, a Középiskolai Tanáregylet Közlönyébe, a Néptanítók Lapjába, a Magyar Paedagogia, a Deutsche Allgemeine Lehrerzetiungba (Drezda), a Supplement zum Centralblatt für das gewerbliche Unterrichtswesenbe (Bécs), a Természetbe, a Természettudományi Közlönybe, a Nemzeti Nőnevelésbe, a Felső Nép- és Polgáriskolai Közlönybe. Ezekben az írásaiban az általános pedagógiai, a mennyiségtani, rajzi és ipari oktatás módszertanából vett kérdésekkel foglalkozott vagy matematikai-természettudományi szakkérdéseket tárgyalt. – Siculus Viator néven is jelent meg publikációja.

## Műveiből
- Tankönyvei közül:

- Ábrázoló geometria, főreáliskolák felsőbb osztályai számára. I–III (1877–1879.);
- Számtan a középiskolák alsóbb osztályai számára. (1882., 19036);
- A mértan és mértani rajz elemei, alsófokú ipariskolák, felső nép- és polgári iskolák számára. (1883., 19076);
- Számtan a felsőbb leányiskolák és polgári leányiskolák számára. (1888., 19034);
- Szemléltető geometria. (Rajzoló geometria), a reáliskolák és polgári fiúiskolák I. és II. oszt. számára. (1889., 19025);
- Rajzoló mértan. Felsőbb leányiskolák 1. és 2. oszt. és polgári iskolák 1-3. oszt. számára. (1890., 19055);
- Számtan a középiskolák és polgári fiúiskolák számára. (1894., 19046);
- Planimetriai alaktan, a gymnasiumok és reáliskolák I. oszt. számára. (1899., 19063);
- Stereometriai alaktan, a gymnasiumok és reáliskolák II. oszt. számára. (1900., 19055);
- Konstruktív planimetria a gymnasium III. és IV. oszt. számára. 1901., 19052);
- Bevezetés a természetrajzba. Felsőbb leányiskolák I. oszt. számára. (1901);
- Ásványtan és vegytan elemei. A felsőbb leányiskolák I-III. oszt. számára. (1902–1903., 19072). Stb.
- Számtan és algebra a leányközépiskolák számára (1920)
- Számtan a leányközépiskolák számára (1922)
- Számtan és mértan polgári és felsőbb leányiskolák számára (1925)
- A középiskolai didaktika alapvonalai (1876)
- Kúp- és hengerfelületek önálló ferde vetítésben (1880)
- Vezérkönyv a mértan és mértani rajz tanításához. (1883–85)
- Pedagógiai jelentés az ifjúság testi neveléséről (1891) − (németül és olaszul is)
- Magyarországi népoktatásügy, kereskedelmi és ipari szakoktatás szervezete és közigazgatása I–II – többekkel (1893., 1898)
- A magyar felsőbb leányiskolák múltja és jelene (1896)
- A leányok középfokú oktatásának reformja, tekintettel a nők egyetemi képzésére (1896)
- A francia felsőbb leányiskola (1901)
- Vélemény a felső kereskedelmi iskola reformjáról (1903)
- A budapesti kereskedelmi akadémia 1857–1907. − emlékkönyv az intézet fönnállásának félszázados évfordulója alkalmából (1907)
- Fináczy mint hivatalnok – (Magyar Paedagogia, 1930) – (Fináczy Ernő emlékszám)
- A felső kereskedelmi iskola problémája I–III. (Magyar Paedagogia, 1930)
- A szentgáli csoda: szövetkezeti regény (1938)